# Жемчуг (пограничный сторожевой корабль)
Жемчуг — пограничный сторожевой корабль проекта 1124П.

## История
Заводской № 711. 28.3.1972 заложен в эллинге ССЗ в Зеленодольске, спущен на воду 14.1.1973 и 18.1.1974 зачислен в списки кораблей МПЧ КГБ, летом 1973 г. переведен по внутренним водным системам в Кувшинскую Салму (Кольский залив) для прохождения сдаточных испытаний, вступил в строй 30.8.1974 и вошел в состав Северной ОБСКР Северо-Западного ПО. Участвовал в охране границы, экономической зоны СССР и РФ и рыболовных промыслов у побережья Кольского полуострова в Баренцевом море. 4.10.1995 исключен из состава Департамента Морских сил ФПС в связи со сдачей ХОЗУ ФПС для разоружения, демонтажа и реализации и 1.2.1996 расформирован.